# I. e. 130
Évszázadok: i. e. 3. század – i. e. 2. század – i. e. 1. század
Évtizedek: i. e. 180-as évek – i. e. 170-es évek – i. e. 160-as évek – i. e. 150-es évek – i. e. 140-es évek – i. e. 130-as évek – i. e. 120-as évek – i. e. 110-es évek – i. e. 100-as évek – i. e. 90-es évek – i. e. 80-as évek
Évek: i. e. 135 – i. e. 134 – i. e. 133 – i. e. 132 –  i. e. 131 – i. e. 130 – i. e. 129 – i. e. 128 – i. e. 127 – i. e. 126 – i. e. 125

## Események

### Róma
- Lucius Cornelius Lentulust és Marcus Perpernát választják consulnak. Cornelius meghal a hivatali ideje alatt és Appius Claudius Nero helyettesíti.
- Az előző évi consul, Mucianus eleste után Marcus Perperna veszi át a pergamoni felkelés elleni harcot. A lüdiai Sztratonikeiánál legyőzi a lázadókat, vezérüket, Arisztonikoszt pedig elfogja és Rómába viteti.

### Hellenisztikus birodalmak
- VII. Antiokhosz szeleukida király keleti hadjáratot indít a pártusok által elfoglalt területek visszavételére. Az év végére három győztes csata után visszaszerzi Babilont és Médiát. II. Phraatész pártus király békét kér, de Antiokhosz feltételeit (valamennyi meghódított szeleukida terület visszaadása, a fogságban tartott fivére, II. Démétriosz kiengedése, jelentős hadisarc) túlzottnak találja. Ezért szabadon engedi II. Démétrioszt és csapatokat bocsát a rendelkezésére, hogy lázadjon fel "trónbitorló" testvére ellen.
- VIII. Ptolemaiosz és III. Kleopátra visszatér Ciprusról Egyiptomba, ahol Memphisz átpártol hozzá. Hadvezérévé nevezi ki Paoszt, aki sikeresen harcolt a felső-egyiptomi felkelés ellen és ebben az évben elfogják annak vezérét, Harsziészét.
- Ptolemaiosz ostrom alá veszi II. Kleopátrát Alexandriában, de nem tudja elfoglalni a várost. Sikerül elfognia II. Kleopátrával közös fiukat, a 12 éves Ptolemaiosz Memphitészt, akit Kleopátra utódjának szánt. Kivégezteti a fiút és feldarabolt holttestét elküldi II. Kleopátrának születésnapi ajándékul.
- Meghal V. Ariarathész kappadókiai király. Utóda kiskorú fia, VI. Ariarathész.

### Kína
- Vu császár boszorkányság miatt eltaszítja magától első feleségét, Csen Csiaót és házi őrizetbe helyezteti őt.

### India
- Meghal I. Menandrosz indo-görög király. Utóda felesége, Agathokleia.

## Születések
- Publius Servilius Vatia Isauricus, római consul
- Quintus Caecilius Metellus Pius, római consul
- Lucius Cornelius Cinna, római consul

## Halálozások
- I. Menandrosz, az Indo-görög Királyság uralkodója
- Appius Claudius Pulcher, római consul
- V. Ariarathész, kappadókiai király
- Marcus Pacuvius, római tragikus költő
- Ptolemaiosz, Kommagéné első királya
- Harsziésze thébai ellenkirály, az utolsó őslakos egyiptomi uralkodó

## Fordítás
- Ez a szócikk részben vagy egészben  a(z)   130 av. J.-C. című francia Wikipédia-szócikk ezen változatának fordításán alapul.  Az eredeti cikk szerkesztőit annak laptörténete sorolja fel. Ez a jelzés csupán a megfogalmazás eredetét és a szerzői jogokat jelzi, nem szolgál a cikkben szereplő információk forrásmegjelöléseként.